# USS LST-518
O USS LST-518 foi um navio de guerra norte-americano da classe LST que operou durante a Segunda Guerra Mundial.